# محمد فسا أورنسو
مُحمَّد فسا بك أورنسه‌و (بالتركية: Mehmet Fesa Bey Evrensev)‏ (1878 - 9 أبريل 1951م) هو طيَّارٌ عُثماني ثُمَّ تُركي. يشتهر بكونه أوَّل من حلَّق بِطائرةٍ في الدولة العُثمانيَّة، وفيما بعد صار أوَّل رؤساء الخُطُوط الجويَّة التُركيَّة.

## مسيرته
وُلد مُحمَّد فسا أورنسه‌و سنة 1878م في حيّ «كدك باشا» (بالتركية: Gedikpaşa)‏ في مدينة إستانبول، عاصمة الدولة العُثمانيَّة. تلقَّى تعليمه في ثانوية غلطة سراي، ثُمَّ انخرط بالكُليَّة الحربيَّة وتخرَّج منها سنة 1899م بِرُتبة مُلازم في سلاح الخيَّالة العُثمانيَّة. ابتُعث إلى فرنسا في سنة 1911م لِيتدرَّب على الطيران بعد أن حلَّ أولًا في الاختبارات الحُكُوميَّة المطلوبة. عاد إلى الدولة العُثمانيَّة سنة 1912م، فعُيِّن قائد سربٍ، وأوكلت إليه قيادة مجموعة من المُهمَّات خلال حُرُوب البلقان. وعندما نشبت الحرب العالميَّة الأولى، أُرسل لِلقتال على الجبهة القفقاسيَّة، وفي أثناء رحلته اعترض الرُّوس السفينة التي كانت تُقلُّه وأسروه وجماعة من الجُنُود العُثمانيين، وأرسلوهم أسرى إلى سيبيريا، فبقي في السجن قُرابة خمس سنوات. تمكَّن من الفرار خلال شهر حُزيران (يونيو) 1920م، وعاد إلى بلاده. شارك في حرب الاستقلال التُركيَّة، وقاتل على الجبهتين الشرقيَّة والغربيَّة، ثُمَّ في الحملة الكُبرى المُسمَّاة بالعُثمانيَّة «بُیُوك تعرُّض»، التي أفضت إلى تحرير كامل الأناضول الغربيَّة من الاحتلال اليوناني. وبعد انتهاء الحرب وتوقُّف الأعمال العسكريَّة، عُيِّن مُدرِّسًا في الكُليَّة الجويَّة التُركيَّة في مدينة إزمير، قبل أن يتقاعد في شهر تشرين الثاني (نوڤمبر) 1925م.
عُيِّن في سنة 1933م رئيسًا لِلخُطُوط الجويَّة التُركيَّة، وبعدها بِسنةٍ نُقل إلى جمعيَّة الطيران التُركيَّة (بالتركية: Türk Hava Kurumu)‏. تُوفي مُحمَّد فسا أورنسه‌و يوم 19 نيسان (أبريل) 1951م، ودُفن في مقبرة قراجة أحمد في أُسكُدار.